# St. Paul (Seehausen)

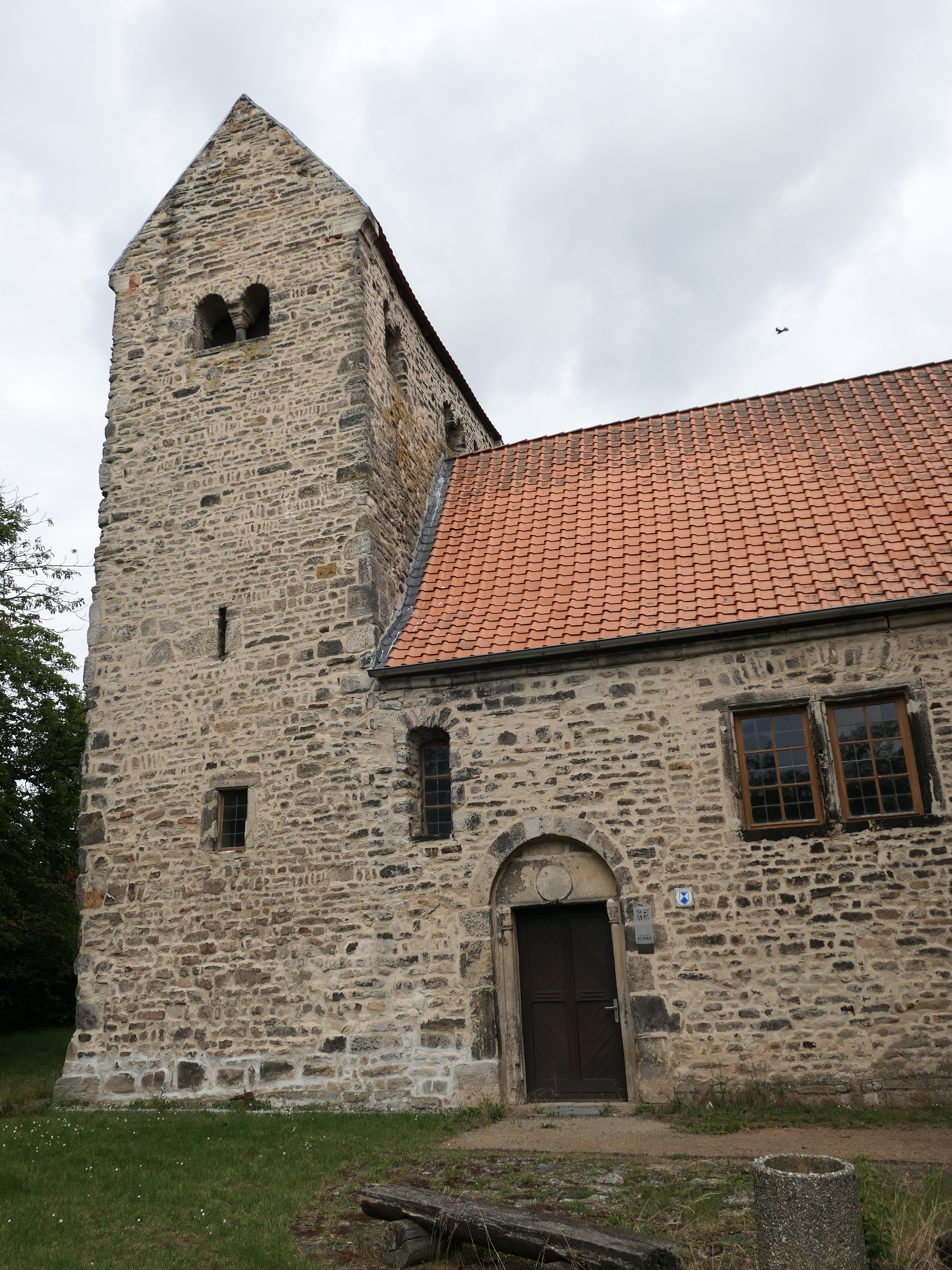
Seehausen (Börde), St.-Pauls-Kirche

Die romanische Kirche St. Paul (auch St. Paulskirche) in Seehausen ist die älteste Kirche der Magdeburger Börde. Sie gehört zur Südroute der Straße der Romanik in Sachsen-Anhalt.

## Geschichte
Die 1148 als Archidiakonatskirche des Bistums Verden erstmals erwähnte Kirche ist eine für die Region typische romanische Dorfkirche in vollständiger Anlage, die aus Bruchsteinen errichtet wurde. Der Westquerturm besitzt acht große rundbogig gekuppelte Schallarkaden. An den Westturm schließen sich ein einschiffiges Langhaus, ein rechteckiger Chor und eine halbrunde Apsis an. An der Südseite des Kirchenschiffs befindet sich ein Portal mit abgetrepptem Gewände, dessen Viertelsäulen Kapitelle mit Pflanzenornamenten tragen. Im 16. sowie 17. Jahrhundert fanden Arbeiten an der Paulskirche statt. Das äußere Erscheinungsbild wurde bis auf einige Fenster dabei nicht verändert. Ein zugemauertes Portal an der Westseite verweist auf einen Vorgängerbau aus dem Jahr 830, den Bischof Hildegrim von Halberstadt in Auftrag gegeben haben soll. 
2020 wurde die Kirche wegen Einsturzgefahr des Turmes gesperrt. Eine Instandsetzung ist nach der Fertigstellung der Sanierung der Südseite der anderen Kirche von Seehausen, der St.-Laurentius-Kirche, die seit 1991 aus ruinösem Zustand wiederaufgebaut wird, geplant. Möglicherweise haben die Klimaveränderungen der Trockenjahre seit 2018 zu einer Veränderung des Feuchtegehalts im Baugrund und damit zu einer Rissbildung im gesamten Mauerwerk geführt. Eine Restaurierung ist für 2024 geplant.

## Galerie

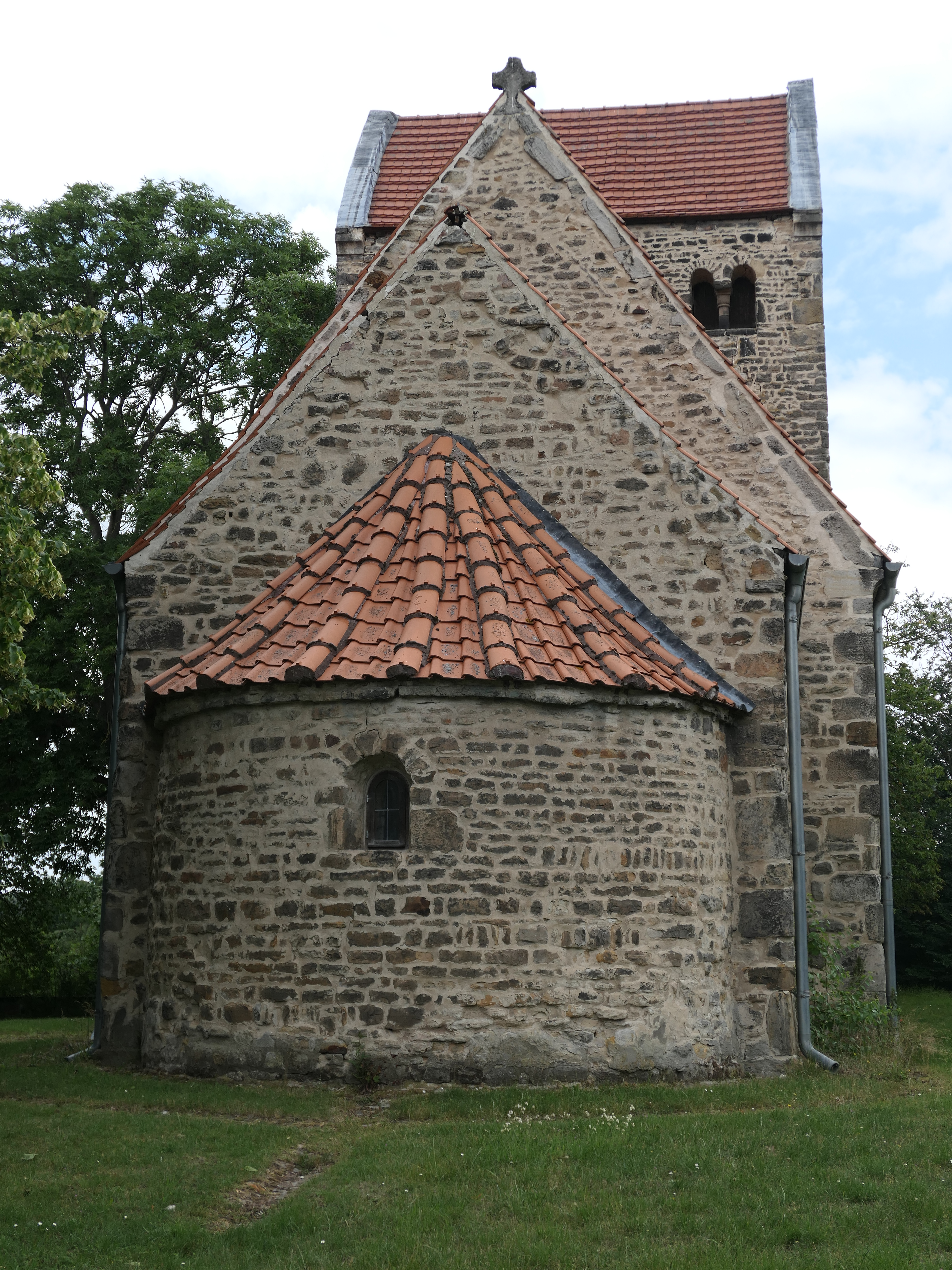
Apsis
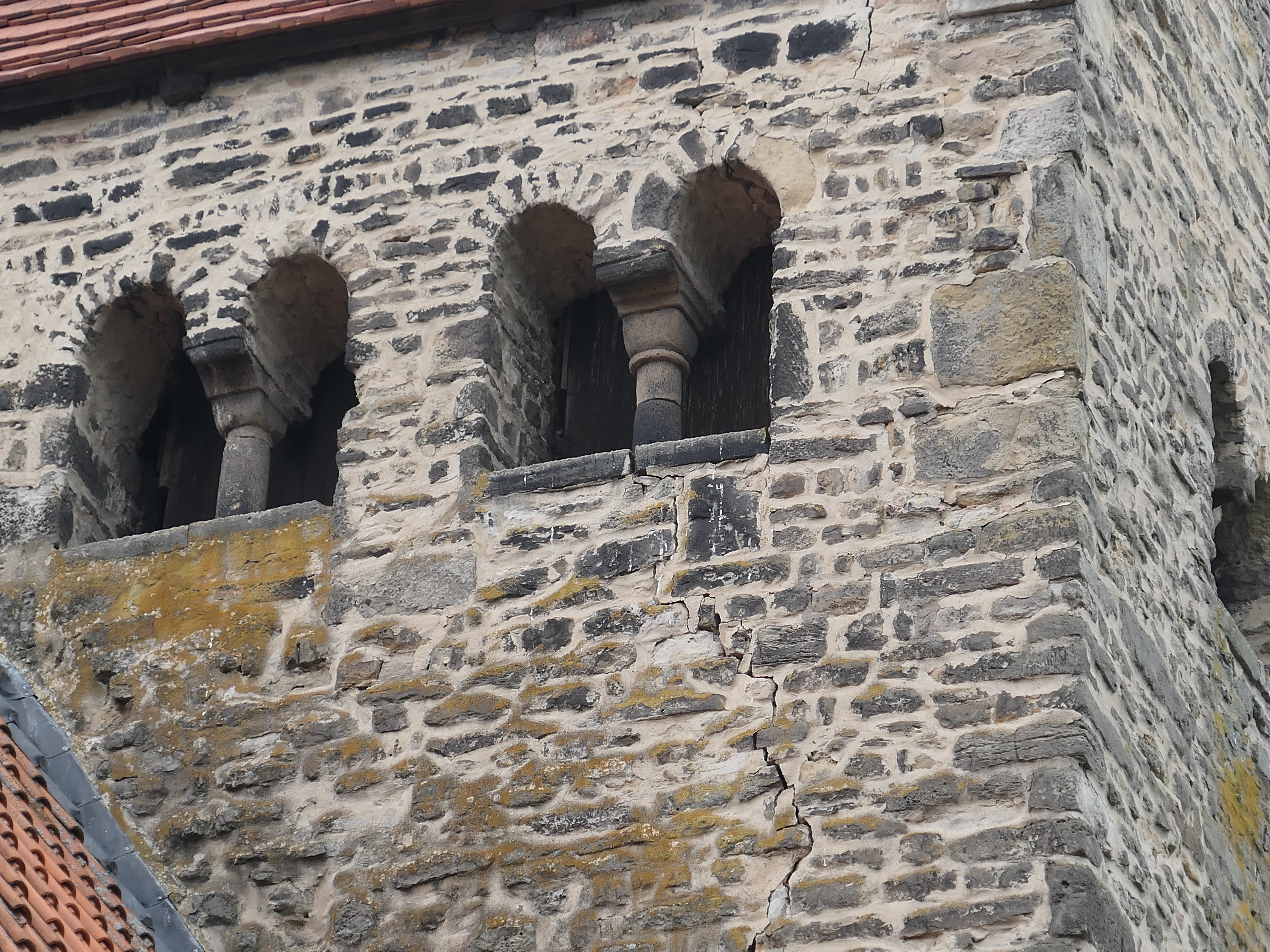
Biforien, Riss im Turm
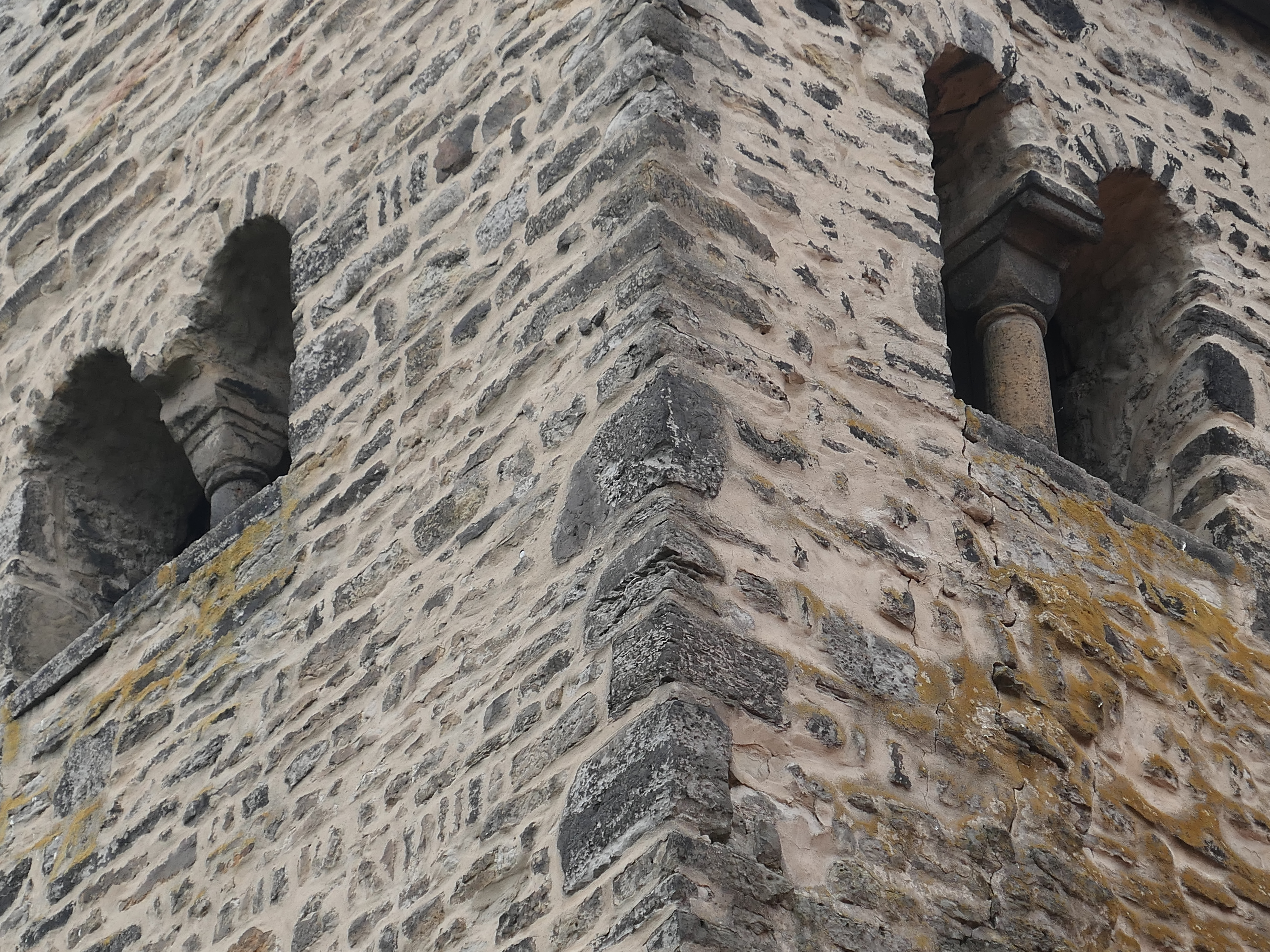
Schallarkaden Kapitelle
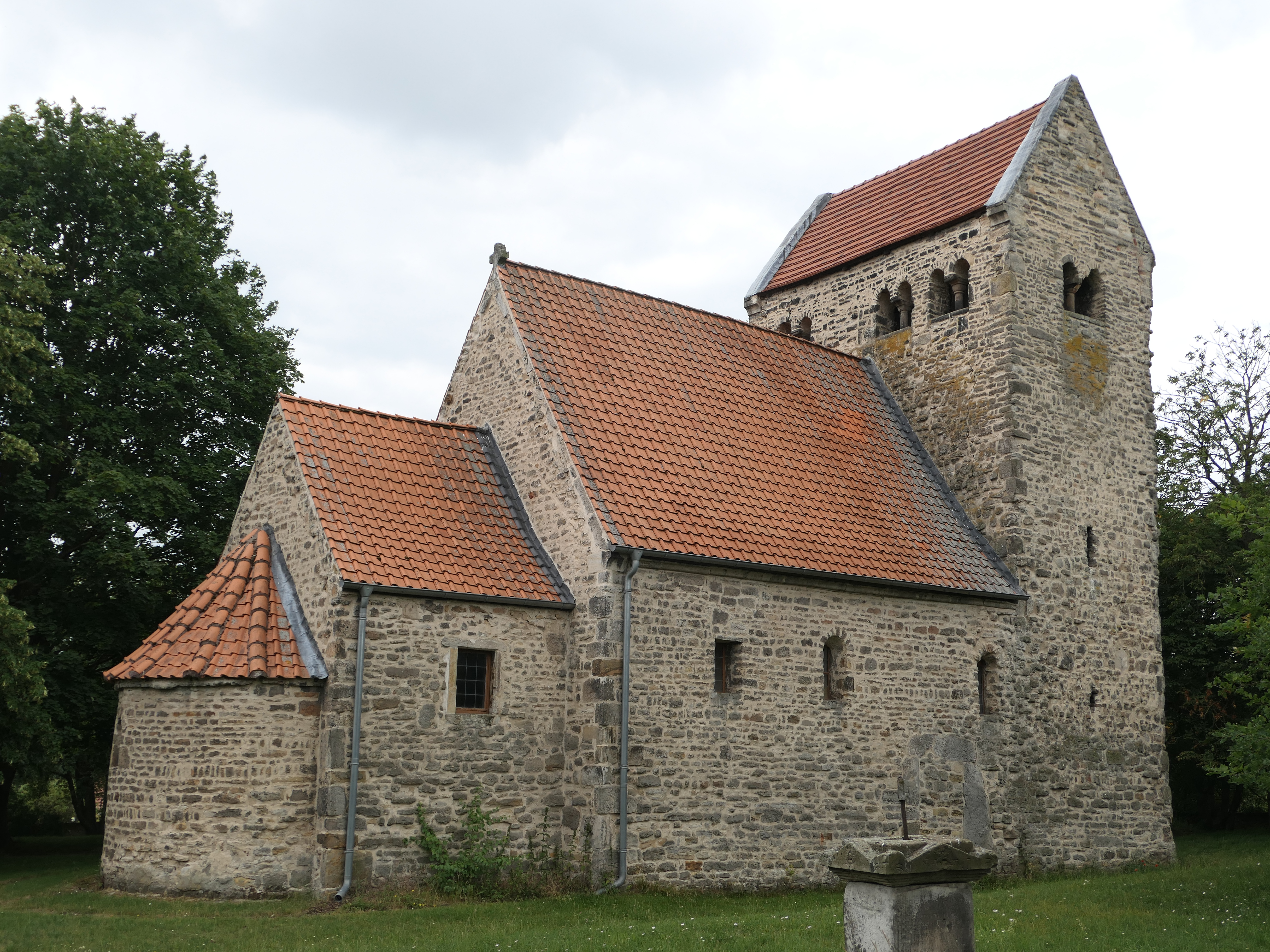
Nordansicht
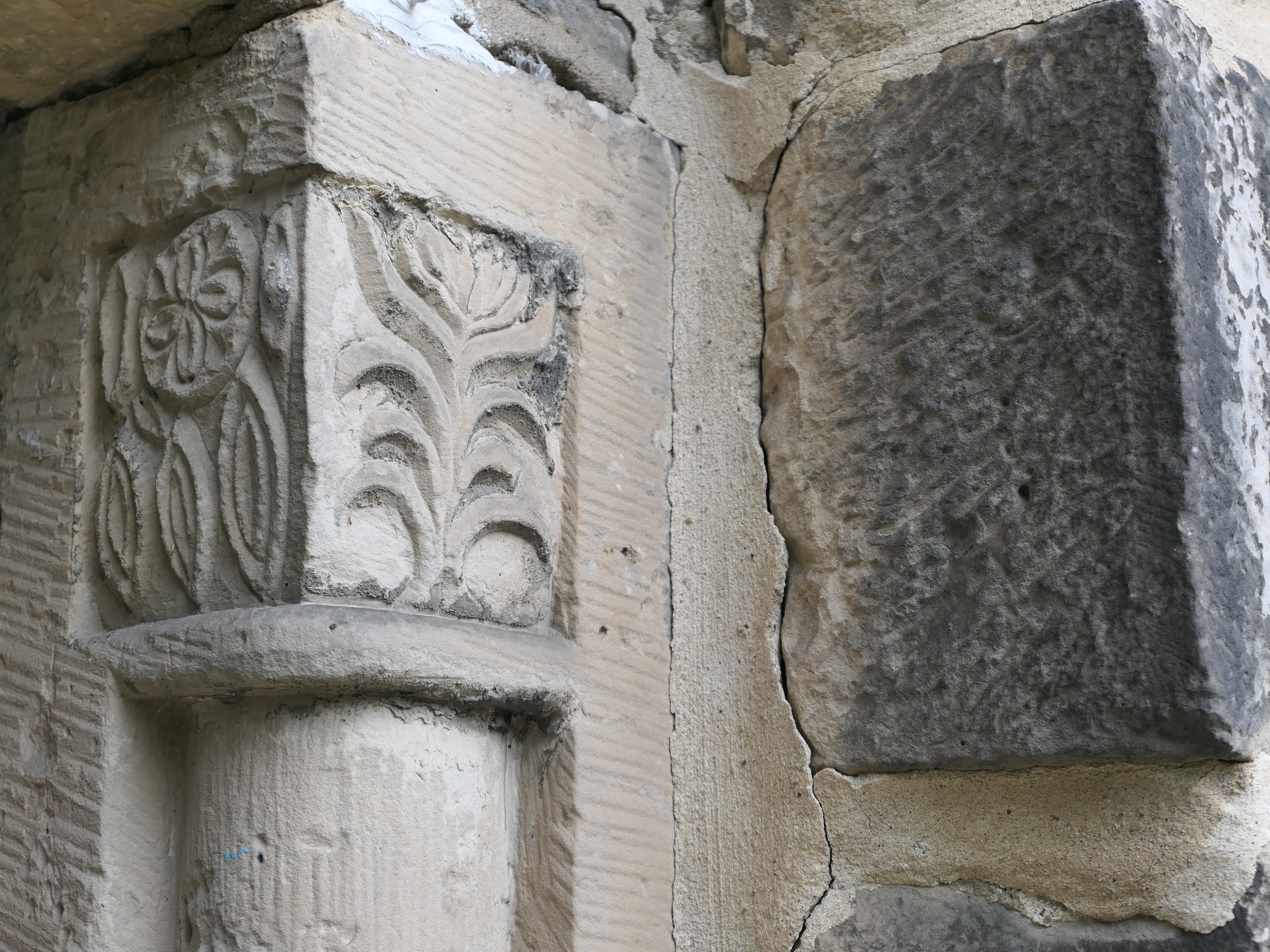
Südportal florales Kapitell